# Вето (Ређо Емилија)
Вето (итал. Vetto) је насеље у Италији у округу Ређо Емилија, региону Емилија-Ромања.
Према процени из 2011. у насељу је живело 683 становника. Насеље се налази на надморској висини од 442 м.

## Становништво
| 1931. | 1936. | 1951. | 1961. | 1971. | 1981. | 1991. | 2001. | 2011. |
| ----- | ----- | ----- | ----- | ----- | ----- | ----- | ----- | ----- |
| 3.949 | 3.897 | 3.800 | 3.267 | 2.452 | 2.261 | 2.107 | 1.972 | 1.956 |